# Bolos en los Juegos Suramericanos de 2014 - Individuales Masculino
El torneo masculino de Bolos en su categoría individuales en Santiago 2014 se desarrolló en el Mall Plaza Vespucio entre los días 11 y 14 de marzo de 2014. Participaron 24 jugadores.

## Resultados

### Primera Serie 6 líneas
| Rank | Nacionalidad | Jugador              | Puntaje |
| ---- | ------------ | -------------------- | ------- |
| 1    | Colombia     | Jaime González       | 1292    |
| 2    | Panamá       | Ronny Rodríguez      | 1282    |
| 3    | Brasil       | Marcelo Suartz       | 1279    |
| 4    | Venezuela    | Ildemaro Ruíz        | 1279    |
| 5    | Colombia     | Manuel Otalora       | 1265    |
| 6    | Panamá       | Juan Carlos Narvaes  | 1244    |
| 7    | Argentina    | Osmar Favero         | 1219    |
| 8    | Venezuela    | Amieto Monacelli     | 1218    |
| 9    | Argentina    | Marcos Brosens       | 1192    |
| 10   | Bolivia      | José Ignacio Miranda | 1188    |
| 11   | Perú         | Victor Tateishi      | 1168    |
| 12   | Uruguay      | Gustavo García       | 1165    |
| 13   | Chile        | Luis Nazar           | 1155    |
| 14   | Brasil       | Renan Zoghaib        | 1143    |
| 15   | Ecuador      | Iván Vallejo         | 1126    |
| 16   | Bolivia      | Joel Durán           | 1113    |
| 17   | Aruba        | Laurence Wilming     | 1112    |
| 18   | Chile        | Jesús Borgueaud      | 1093    |
| 19   | Aruba        | John Odor            | 1084    |
| 20   | Ecuador      | José Zambrano        | 1078    |
| 21   | Uruguay      | Carlos de León       | 1073    |
| 22   | Perú         | Andrés Delgado       | 1060    |
| 23   | Paraguay     | Jorge Luis Tomás     | 1024    |
| 24   | Paraguay     | Gonzalo Martín       | 965     |

### Segunda Serie 6 líneas
| Rank | Nacionalidad | Jugador              | Puntaje |
| ---- | ------------ | -------------------- | ------- |
| 1    | Venezuela    | Ildemaro Ruíz        | 2666    |
| 2    | Venezuela    | Amieto Monacelli     | 2604    |
| 3    | Colombia     | Jaime González       | 2596    |
| 4    | Brasil       | Marcelo Suartz       | 2573    |
| 5    | Colombia     | Manuel Otalora       | 2562    |
| 6    | Panamá       | Juan Carlos Narvaes  | 2553    |
| 7    | Argentina    | Osmar Favero         | 2429    |
| 8    | Aruba        | Laurence Wilming     | 2422    |
| 9    | Brasil       | Renan Zoghaib        | 2422    |
| 10   | Argentina    | Marcos Brosens       | 2402    |
| 11   | Ecuador      | Iván Vallejo         | 2386    |
| 12   | Panamá       | Ronny Rodríguez      | 2380    |
| 13   | Chile        | Jesús Borgueaud      | 2341    |
| 14   | Ecuador      | José Zambrano        | 2322    |
| 15   | Aruba        | John Odor            | 2287    |
| 16   | Bolivia      | José Ignacio Miranda | 2286    |
| 17   | Perú         | Victor Tateishi      | 2270    |
| 18   | Chile        | Luis Nazar           | 2261    |
| 19   | Uruguay      | Gustavo García       | 2242    |
| 20   | Perú         | Andrés Delgado       | 2194    |
| 21   | Uruguay      | Carlos de León       | 2190    |
| 22   | Bolivia      | Joel Durán           | 2181    |
| 23   | Paraguay     | Jorge Luis Tomás     | 2148    |
| 24   | Paraguay     | Gonzalo Martín       | 1970    |

### Cuartos de final
| Rank | Nacionalidad | Jugador             | Puntaje |
| ---- | ------------ | ------------------- | ------- |
| 1    | Brasil       | Marcelo Suartz      | 715     |
| 2    | Venezuela    | Ildemaro Ruíz       | 690     |
| 3    | Panamá       | Juan Carlos Narvaes | 662     |
| 4    | Brasil       | Renan Zoghaib       | 661     |
| 5    | Colombia     | Jaime González      | 640     |
| 6    | Ecuador      | Iván Vallejo        | 634     |
| 7    | Colombia     | Manuel Otalora      | 630     |
| 8    | Venezuela    | Amieto Monacelli    | 591     |

### Semifinales
| Rank | Nacionalidad | Jugador        | Puntaje |
| ---- | ------------ | -------------- | ------- |
| 1    | Brasil       | Marcelo Suartz | 769     |
| 2    | Venezuela    | Ildemaro Ruíz  | 710     |

### Final
| Rank | Nacionalidad | Jugador        | Puntaje |
| ---- | ------------ | -------------- | ------- |
| 1    | Brasil       | Marcelo Suartz | 726     |
| 2    | Venezuela    | Ildemaro Ruíz  | 620     |

## Podio
| Rank              | Nacionalidad | Jugador             |
| ----------------- | ------------ | ------------------- |
| Medalla de oro    | Brasil       | Marcelo Suartz      |
| Medalla de plata  | Venezuela    | Ildemaro Ruíz       |
| Medalla de bronce | Panamá       | Juan Carlos Narvaes |
| Medalla de bronce | Colombia     | Jaime González      |